# 央塔克乡
央塔克乡，是中华人民共和国新疆维吾尔自治区喀什地区麦盖提县下辖的一个乡镇级行政单位。

## 行政区划
央塔克乡下辖以下地区：
奥依布格达依村、试验场村、央塔克村、乌依鲁克村、结然墩村、霍加阿瓦提村、玉奇于孜莫村、阿恰墩村、克亚克勒克乌依村、包勒喀村、喀拉乌依村、布隆浪喀村、乌尊买里村、尤库日阿克提坎村、阿克提坎村、开蒙村、阿尔浪喀村、哈曼阔依地村、科克提坎村、代尔瓦扎托格拉克村、罕纳麻孜村、一农场村和二农场村。